# Apriona swainsoni
Apriona swainsoni es una especie de escarabajo longicornio del género Apriona, subfamilia Lamiinae. Fue descrita científicamente por Hope en 1840.
Se distribuye por Camboya, China, India, Laos, Birmania, Corea, Tailandia y Vietnam. Mide 28-41 milímetros de longitud. El período de vuelo de esta especie ocurre en los meses de abril, mayo, junio, julio, agosto, octubre y noviembre.
Parte de la dieta de Apriona swainsoni se compone de plantas de las familias Fabaceae y Lamiaceae.